# Agencija za zaposlovanje

## Opredelitev
Zaposlovanje pri agencijah za zaposlovanje je relativno nova oblika delovnega razmerja, ki ga opredeljuje tripartitni odnos med delavcem, agencijo in podjetjem. Na eni strani je oseba, ki opravlja delo za drugega, na drugi strani pa sta dva subjekta – pri enem je oseba v delovnem razmerju (agencija za zaposlovanjem), pri drugem pa delo opravlja neposredno (uporabnik).

Agencije za zaposlovanje se uvrščajo pod atipične oblike delovnega razmerja, saj združujejo značilnosti zaposlitev za določen delovni čas, nedoločen delovni čas in s krajšim delovnim časom. Ko preteče čas določen v pogodbi med uporabnikom in agencijo, delavec delo nadaljuje pri drugem uporabniku. Omogočajo torej bolj fleksibilno obliko zaposlitve – prilagajajo se potrebam uporabnikov na eni in potrebam delavcev na drugi strani.
Po svetu deluje 72.000 zasebnih agencij za zaposlovanje, ki imajo okrog sveta 169.000 poslovalnic in s svojimi 741.000 internimi zaposlenimi zaposlujejo približno 9 milijonov eksternih delavcev. 

## Razvoj
Dejavniki razvoja agencij za zaposlovanje so:
- Pri podjetjih se je pojavila potreba po fleksibilnejših oblikah delovnih razmerij in specifičnih oblikah dela.[2]
- Prišlo je do regulacije, ki je odpravil monopol javnih služb na področju posredovanja dela in zaposlitve.[2]
- Želja delavcev po občasnem delu.[2]
- Politika javnih služb za zaposlovanje: na temelju outsourcinga so določene storitve prenašali na agencije za zaposlovanje.[2]

Prve agencije so se v svetu pojavile sredi 50. let 20 stoletja, ki so bile sprva specializirane samo za iskanje vodilnih kadrov. Do nadaljnjega razvoja je prišlo v sredini 70. let, ko so se v številnih državah začela zmanjševati sredstva namenjena javnim zavodom za zaposlovanje, kar je odprlo nadaljnje možnosti za razvoj. Pomemben pa je bil tudi vpliv ekonomske liberalizacije in mednarodne tekmovalnosti – agencije naj bi s svojim delovanjem močno pripomogle k izboljšanju trga dela. Od takrat naprej pa je rast povečana s hitro razvijajočim in vse bolj fleksibilnim trgom dela. Dolgo časa so zgolj dopolnjevale tradicionalni trg dela, v sodobnejši družbi pa predstavljajo katalizator za nove oblike upravljanja človeških virov in izboljšanja delovnih pogojev.  

V Sloveniji pa so se zasebne agencije za zaposlovanje začele pojavljati v letu 1994. Tudi k tem razvoju je prispevala liberalizacija državnega monopola zaposlovanja. Z deregulacijo so omogočile prehod posredovanja in iskanja dela iz javnih zavodov na zasebne agencije za zaposlovanje. Razloga za lažji prehod sta bila neučinkovito delovanje javnih zavodov ter manjša poraba javnih financ in hkrati večja učinkovitost zasebnih agencij. 

Pravna ureditev delovanja zasebnih agencij je bila urejena leta 1998. Državni zbor je sprejel Zakon o spremembah in dopolnitvah zakona o zaposlovanju in zavarovanju za primer brezposelnosti. S to pravno ureditvijo sta postali dopustni dve vrsti zasebnih agencij za zaposlovanje – agencije za posredovanje dela študentom in zasebne agencije za zaposlovanje, ki posredujejo delo brezposelnim oz. osebam, ki iščejo novo zaposlitev. 

## Proces
1. Uporabnik (podjetje), ki ima potrebo po delavcu, vzpostavi stik z agencijo.[3]
2. Sklenitev pogodbe o poslovnem sodelovanju - v njej se opredeli razmerje med uporabnikom in agencijo.[3]
3. Agencija se s sklenitvijo pogodbe zaveže, da bo napotila delavca k uporabniku, uporabnik pa mora sprejeti delavca v skladu s pogodbo. [3]
4. Agencija sklene delovno razmerje z delavcem. [3]
5. Agencija napoti delavca na delo k uporabniku. [3]

## Tripartitno razmerje

### Razmerje med uporabnikom in agencijo
Razmerje je urejeno s pogodbo o poslovnem sodelovanju, ki mora vsebovati medsebojne pravice in obveznosti agencije in uporabnika, pravice in obveznosti napotenega uporabnika, pravice in obveznosti uporabnika in delavca in način obveščanja delavca o pogojih dela, pravicah in obveznostih, ki so vezane na opravljanje dela. 
Uporabnik mora sprejeti končno odločitev o primernosti kandidata, ga uvesti v delo in mu zagotavljati delo v dogovorjeni količini in obsegu. Delo mora delavcu organizirati, dolžan mu je podajati ustrezna navodila in napotke ter izvajati nadzor nad njegovim delom. Omogočiti mu mora zdravniški pregled. Mesečno mora izvesti obračun dela in agenciji plačati provizijo. 
Naloga agencije pa je iskanje primernega kandidata, ki ga more predstaviti naročniku. Na podlagi skupne ocene ga zaposli za določen ali nedoločen čas. Zadolžena je za opravljanje [Kadrovska služba|kadrovskih nalog]] (zaposlovanje, vzdrževanje, prenehanje zaposlitve). V dogovoru z uporabnikom delavce napoti na ustrezna izobraževanja in usposabljanja, izvede zdravniški pregled ali druge aktivnosti, ki jih sicer predpisi nalagajo uporabniku. Zagotoviti mora obračun in izplačilo plače. 

### Razmerje med delavcem in agencijo
Delavec z agencijo sklene pogodbo o zaposlitvi za določen (delavec opravlja delo pri enem uporabniku) ali nedoločen čas. 
Agencija skrbi za izplačilo njegove plače. Dolžna je pisno obveščati o pogojih, pravicah in obveznostih dela pri naročniku. 

### Razmerje med naročnikom in delavcem
Uporabnik mora delavcu zagotoviti delo v dogovorjeni količini, obsegu in pogojih. Delo mu mora ustrezno organizirati in mu podajati navodila in napotke. Njegovo delo mora nadzirati, ocenjevati. Zadolžen je za določanje njegovega delovnega časa, odmore in dopuste. Prav tako mu mora zagotavljati vse potrebno za varno in zdravo opravljanje dela. Mesečno mora izvesti obračun plače in pravočasno posredovati plačilo agenciji. 
Delavec mora upoštevati navodila in napotke uporabnika. Odgovoren je za opravljeno delo. V specifičnih primerih lahko delavec odgovarja tudi materialno. 

## Prednosti in slabosti

### Za podjetje

#### Prednosti
- Prihranek časa in stroškov, ki nastanejo pri razpisih, iskanju primernih kandidatov in sklepanju pogodb. [4]
- Zmanjšanje obsega kadrovskih storitev (zaposlitev, vzdrževanje, odpustitev delavcev). [4]
- Deležni so svetovanja na področju kadrovskega menedžmenta. [4]
- Ker imajo agencije veliko bazo vpisanih kandidatov se prazno delovno mesto hitreje zapolni. [4]
- Ker imajo agencije veliko bazo vpisanih kandidatov lažje dostopajo do strokovnjakov in visokih potencialov. [4]
- Dobijo že izdelano analizo usposobljenosti kandidatov. [4]
- Zaposlovanje lažje sproti prilagajajo tržnim razmeram. [4]
- Delavce spoznajo pri delu – po preteku dogovorjenega obdobja jih lahko zaposlijo in s tem stalno prevzamejo delavca. [4]

#### Slabosti
- V proizvodnji se lahko pojavlja več napak, saj so to kadri, ki jih je potrebno usposabljati. [5]
- Lahko pride do manjše produktivnosti, nižje kakovosti storitev/izdelkov in višjih proizvodnih stroškov. [5]
- Ni nujno, da agencije delavce zagotovijo dovolj hitro. [5]
- Pogodbeno razmerje je časovno omejeno (delavec je lahko največ eno leto pri istem delodajalcu). [5]

### Za delavca

#### Prednosti
- Hitrejša vrnitev v zaposlitev – prihranek časa, ker delavcu ni potrebno brati oglasov o delovnih mestih in iskati prijav. [1]
- Krepitev možnosti na trgu delovne sile – hitrejše pridobivanje izkušenj in sklepanje delovnega razmerja. [1]
- Lažja pridobitev dela, do katerega bi sami sicer težko prišli. [1]
- V primeru, da ni delo s polnim delovnim časom, jim zaposlitev predstavlja dodatni zaslužek. [1]
- Predstavlja reference za prihodnje delo. [1]
- Omogočanje dela pri najugodnejšem uporabniku – upoštevajo se njegova znanja in sposobnosti. [1]

#### Slabosti
- Nizka varnost zaposlitve – zaposlitev je odvisna od potreb podjetij in sposobnosti agencije, da mu zagotavlja kontinuirane naloge pri podjetjih. [1]
- Pogosta menjava delovnih mest lahko stresno vpliva na manj prilagodljive delavce. [1]
- Uživanje manj finančnih ugodnosti. [1]
- Oškodovani so za napredovanje v podjetju. [6]
- V času, ko delavec časa na drugo zaposlitev, ne prejema denarnega nadomestila ali pomoči s strani zavoda za zaposlovanje. [1]